# Svjetlana Fajfer
Svjetlana Fajfer, fizičarka, * 27. marec 1954, Visoko, Bosna in Hercegovina
Svjetlana Fajfer je leta 1976 diplomirala na Univerzi v Sarajevu v Bosni in Hercegovini, leta 1979 magistrirala na Univerzi v Zagrebu na Hrvaškem in leta 1981 doktorirala na Univerzi v Sarajevu.
Je redna profesorica na Institutu "Jožef Stefan" in na Fakulteti za matematiko in fiziko v Ljubljani
Leta 2007 je prejela Zoisovo nagrado za vrhunske znanstvene in razvojne dosežke na področju fizike osnovnih delcev.
Je tudi dobitnica nagrade Roberta Blinca za življenjsko delo (2023).

## Vir
1. ↑  »CV Svjetlana Fajfer« (PDF). Pridobljeno 3. decembra 2015.
2. ↑  »Zoisove nagrade v letu 2007«. Arhivirano iz prvotnega spletišča dne 29. oktobra 2013. Pridobljeno 3. decembra 2015.